# Ragged Island (Bahamas)
Ragged Island ist eine kleine Insel im Süden der Bahamas, mit einer Fläche von rund 15 km².
Bis vor kurzem gab es auf der Insel eine Salzindustrie, die im 19. Jahrhundert von Duncan Taylor gegründet wurde. Nach ihm wurde auch die einzige Ortschaft, Duncan Town, benannt.
Die Insel wurde im September 1960 von Hurrikan Donna verwüstet und wurde in der Folge von vielen Bewohnern verlassen. Die Bevölkerung betrug im Jahr 2010 nur noch 70, nach 89 zur Volkszählung 1990 und 72 zehn Jahre später. Am 8. September 2017 wanderte Hurrikan Irma mit seinem Auge über Ragged Island und seinen Hauptort Duncan und hinterließ Verwüstungen. Die Bevölkerung wurde vorher auf Anordnung der Regierung nach New Providence evakuiert.
Ragged Island ist Teil der Jumentos cays und Ragged Island Chain. Hier finden sich die bekannten Eilande Racoon Cay, Hog Cay und Double-Breasted Cay.
Duncan Town ist die einzige Siedlung der Inselkette und liegt in einer Bucht mit flachem Wasser. Die Insel wird ausschließlich über ein Postboot versorgt. Sie verfügt auch über eine kleine Landebahn und einen Hafen.
Die meisten Einwohner sind direkte Nachfahren der ersten Siedler und tragen Namen wie Curling, Lockhart, Maycock, Munroe, Wallace und Wilson.